# 羅馬尼亞航空
TAROM（羅馬尼亞語：Compania Națională de Transporturi Aeriene Române TAROM S.A.，意譯為「國立羅馬尼亞航空運輸公司」）是羅馬尼亞的國家航空公司，總部設在該國首都布加勒斯特。
羅馬尼亞航空以布加勒斯特的布加勒斯特奥托佩尼－亨利·科安德国际机场為航空樞紐。其他還有康斯坦沙、提米索拉、阿拉德、锡比乌、苏恰瓦等國際機場。航點遍佈歐洲、非洲和中東。2004年前3季度，空運貨運量为4000噸，客運量101萬人次。

## 歷史

### 創業
羅馬尼亞航空公司的前身於1920年在法國成立，當時稱作CFRNA（羅馬尼亞語：的縮寫，意為“法國—羅馬尼亞航空運輸公司”），使用波泰-15提供來往巴黎及布加勒斯特的客運及郵政服務，途中經停斯特拉斯堡、布拉格、維也納和布達佩斯。1925年，該公司更名為CIDNA後開通了首條羅馬尼亞國內航線，由布加勒斯特飛往加拉茨，次年6月24日開通雅西和基希訥烏（當時仍屬羅馬尼亞）航線。這間航空公司於1928年改名SNNA（羅馬尼亞語：Serviciul Național de Navigație Aeriană，“國家航空公司”），兩年後再次更名為LARES（羅馬尼亞語：Liniile Aeriene Române Exploatate de Stat，“羅馬尼亞國有航空公司”）。1937年，LARES與羅馬尼亞另一家航空公司SARTA合併。

### 戰後

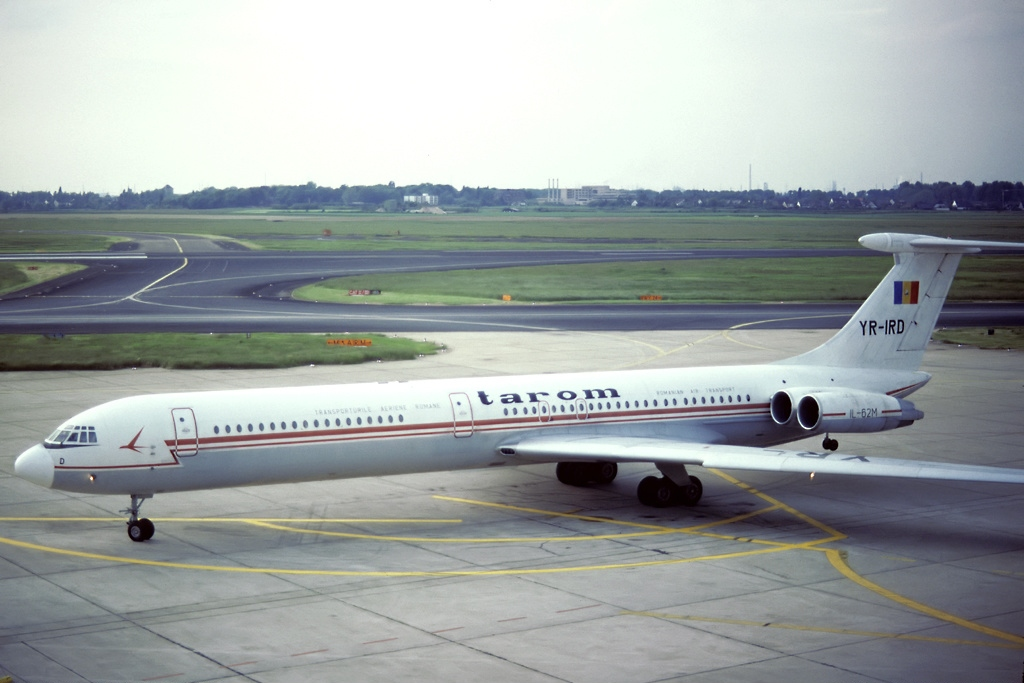
1983年，伊爾-62M在杜塞爾多夫

1945年8月8日，羅馬尼亞與蘇聯政府合營的航空公司TARS（羅馬尼亞語：Transporturi Aeriene Româno-Sovietice，意為“蘇聯—羅馬尼亞航空運輸”）成立，次年在布加勒斯特伯尼亞薩機場開辦國內航班。1954年9月18日，TARS改為現名TAROM，並於1966年開通跨大西洋航線。1974年5月14日，羅馬尼亞航空開通飛往紐約甘迺迪國際機場的航班。
與東方集團其他國家的航空公司一樣，羅馬尼亞航空在冷戰期間的機隊也以蘇製飛機為主，包括里-2、伊爾-14、伊爾-18、伊爾-62、圖-154、安-24等，其中1973年引進的伊爾-62是羅馬尼亞航空第一款長程噴氣客機，羅馬尼亞航空曾運營過五架（三架Il-62，兩架為Il-62M）。
除蘇聯製飛機外，BAC 1-11也曾在羅馬尼亞航空運營，這些飛機於1968年引進，用於歐洲及中東航線。1974年，羅馬尼亞航空亦購入波音707，該款客機與伊爾-62當時主要用於經阿姆斯特丹至紐約，經阿布扎比、曼谷至新加坡，經卡拉奇至北京的長途航線。
此外，羅馬尼亞航空是東方集團唯一飛往以色列特拉維夫的航空公司。

### 後冷戰時期
羅馬尼亞革命後，羅馬尼亞航空得以購入更多的西方製客機，如空中客車A310，同時淘汰伊爾-62（最後一架於1999年退役）和波音707。2001年，羅馬尼亞航空停辦虧損的蒙特利爾及曼谷航線，之後又陸續停飛芝加哥、北京及紐約，也停辦了一些虧損嚴重的國內航線。
羅馬尼亞航空開始主營歐洲及中東的重點地區航線，直至2004年才得以盈利。羅馬尼亞航空亦於2006年訂購四架空客A318、三架波音737-800以及兩架ATR 72-500，並於2010年6月25日加入天合聯盟。

## 機隊

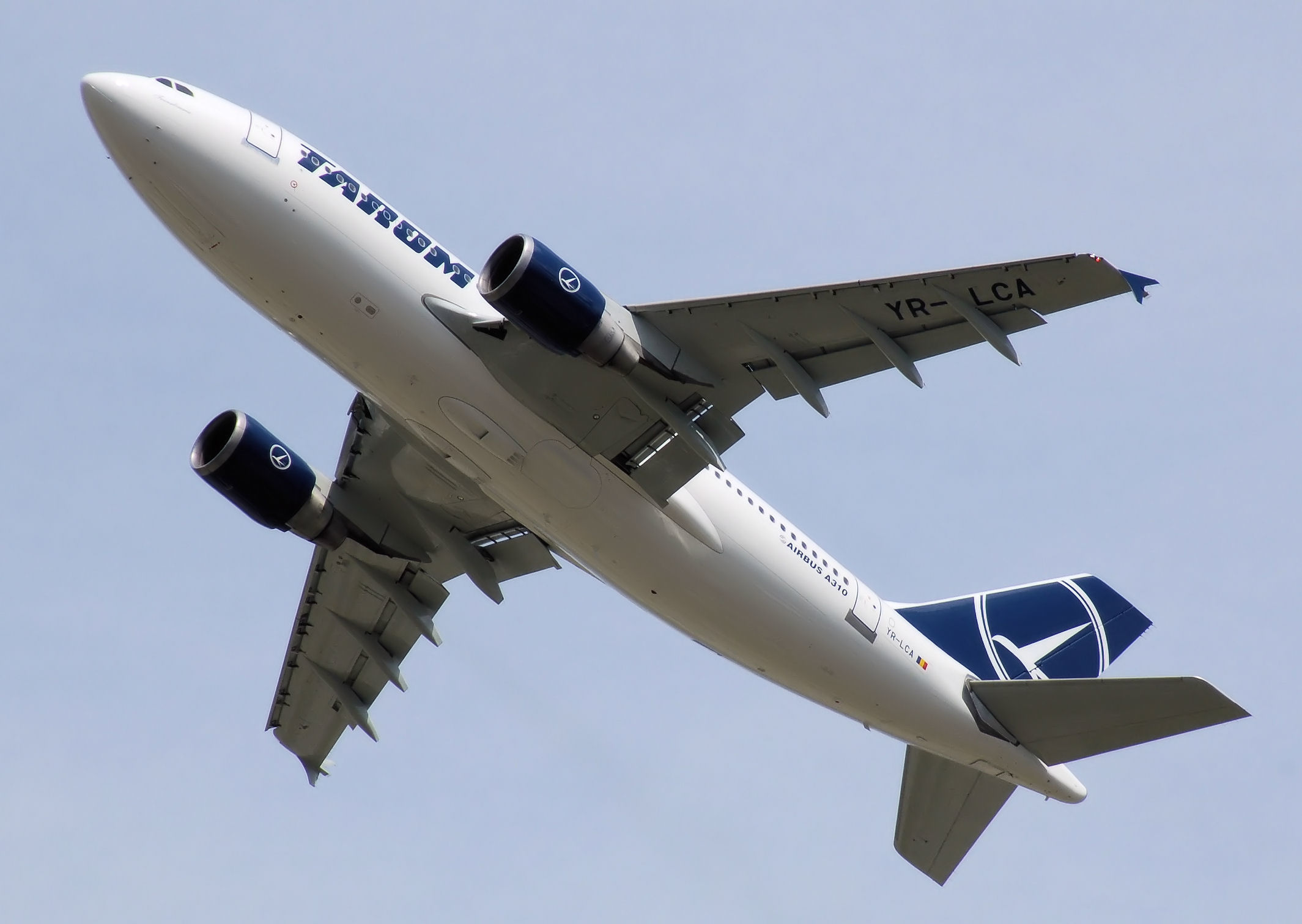
羅馬尼亞航空唯一一款廣體客機—A310-300

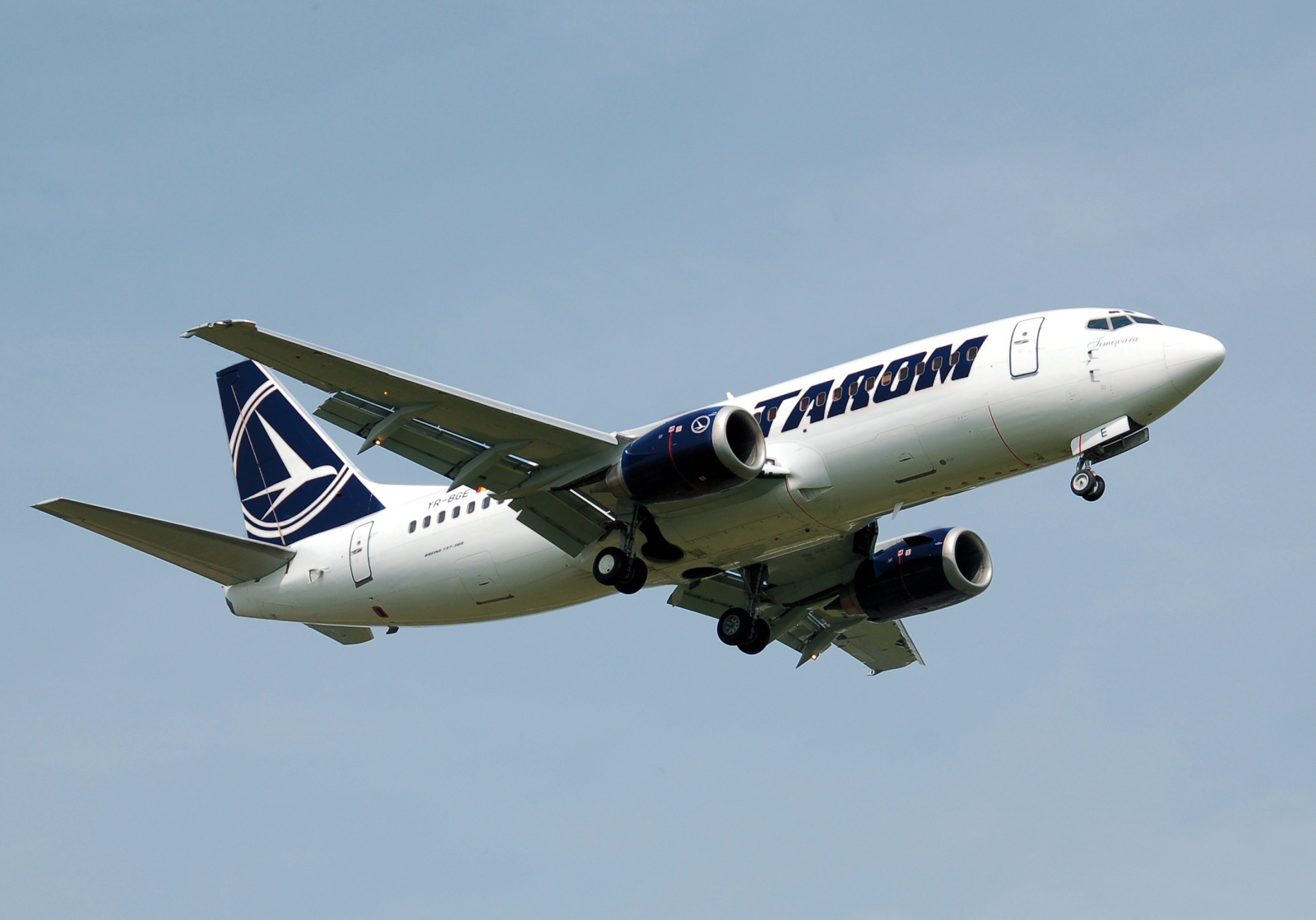
披上現時機隊色彩的波音737-300

截至2016年5月，羅馬尼亞航空的機隊平均機齡9.7年，詳請如下：

## 羅馬尼亞國內航點
資料來源：羅馬尼亞航空TAROM官方網站
| 航點城市      | 機場                       | IATA | ICAO | 備註 |
| ------------- | -------------------------- | ---- | ---- | ---- |
| 巴亞馬雷      | 巴亞馬雷馬拉穆列什國際機場 | BAY  | LRBM |      |
| 蒂米什瓦拉    | 蒂米什瓦拉國際機場         | TSR  | LRTR |      |
| 奧拉迪亞      | 奧拉迪亞國際機場           | OMR  | LROD |      |
| 克盧日-納波卡 | 克盧日國際機場             | CLJ  | LRCL |      |
| 薩圖馬雷      | 薩圖馬雷國際機場           | SUJ  | LRSM |      |
| 蘇恰瓦        | 蘇恰瓦國際機場             | SCV  | LRSV |      |
| 雅西          | 雅西國際機場               | IAS  | LRIA |      |

## 國際航點
資料來源：羅馬尼亞航空TAROM官方網站

### 亞洲
| 國家   | 航點城市 | 機場                         | IATA | ICAO | 備註 |
| ------ | -------- | ---------------------------- | ---- | ---- | ---- |
| 以色列 | 特拉維夫 | 特拉維夫本-古里安國際機場    | TLV  | LLBG |      |
| 黎巴嫩 | 貝魯特   | 貝魯特-拉菲克·哈里里國際機場 | BEY  | OLBA |      |
| 约旦   | 安曼     | 安曼阿麗亞王后國際機場       | AMM  | OJAI |      |

### 歐洲
| 國家     | 航點城市         | 機場                                       | IATA | ICAO | 備註 |
| -------- | ---------------- | ------------------------------------------ | ---- | ---- | ---- |
| 匈牙利   | 布達佩斯         | 布達佩斯李斯特·費倫茨國際機場              | BUD  | LHBP |      |
| 希腊     | 雅典             | 雅典埃萊夫塞里奧斯·韋尼澤洛斯國際機場      | ATH  | LGAV |      |
| 希腊     | 塞薩洛尼基       | 塞薩洛尼基馬其頓國際機場                   | SKG  | LGTS |      |
| 保加利亚 | 索菲亞           | 索菲亞機場                                 | SOF  | LBSF |      |
| 摩尔多瓦 | 基希訥烏         | 基希訥烏國際機場                           | KIV  | LUKK |      |
| 法國     | 巴黎             | 巴黎夏爾·戴高樂機場                        | CDG  | LFPG |      |
| 法國     | 尼斯             | 尼斯蔚藍海岸機場                           | NCE  | LFMN |      |
| 義大利   | 羅馬             | 羅馬-菲烏米奇諾「李奧納多·達文西」國際機場 | FCO  | LIRF |      |
| 比利时   | 布魯塞爾         | 布魯塞爾國際機場                           | BRU  | EBBR |      |
| 英国     | 倫敦             | 倫敦希斯洛機場                             | LHR  | EGLL |      |
| 塞爾維亞 | 貝爾格勒         | 貝爾格勒尼古拉·特斯拉機場                  | BEG  | LYBE |      |
| 德国     | 慕尼黑           | 慕尼黑機場                                 | MUC  | EDDM |      |
| 德国     | 美茵河畔法蘭克福 | 美茵河畔法蘭克福機場                       | FRA  | EDDF |      |
| 奥地利   | 維也納           | 維也納國際機場                             | VIE  | LOWW |      |
| 捷克     | 布拉格           | 布拉格瓦茨拉夫·哈維爾機場                  | PRG  | LKPR |      |
| 西班牙   | 馬德里           | 阿道弗·蘇亞雷斯馬德里-巴拉哈斯機場         | MAD  | LEMD |      |
| 西班牙   | 巴塞隆納         | 何塞普·塔拉德利亞斯巴塞隆納-埃爾普拉特機場 | BCN  | LEBL |      |
| 荷蘭     | 阿姆斯特丹       | 阿姆斯特丹史基浦機場                       | AMS  | EHAM |      |
| 土耳其   | 伊斯坦堡         | 伊斯坦堡機場                               | IST  | LTFM |      |

### 非洲
| 國家 | 航點城市 | 機場         | IATA | ICAO | 備註 |
| ---- | -------- | ------------ | ---- | ---- | ---- |
| 埃及 | 開羅     | 開羅國際機場 | CAI  | HECA |      |

## 外部連結
- 官方網站 （页面存档备份，存于）（罗马尼亚文）（英文）（法文）（西班牙文）（德文）（意大利文）